# Milana Dudieva
Milana Dudieva (Vladikavkaz, 4 de agosto de 1989) es una artista marcial mixta rusa que llegó a competir en la división de peso gallo para Ultimate Fighting Championship.

## Carrera de artes marciales mixtas
Dudieva debutó en 2009 contra su compatriota Julia Berezikova, perdiendo por sumisión a golpes en el primer asalto. Dudieva ganó sus siguientes ocho peleas, incluyendo una victoria sobre la futura peso gallo femenino de la UFC Sheila Gaff.
Dudieva perdería sus dos siguientes combates ante Jéssica Andrade y Pannie Kianzad.

### Ultimate Fighting Championship
Tras ganar sus dos siguientes combates, Dudieva firmó un contrato con la UFC y se esperaba que debutara en el UFC 174 contra Germaine de Randamie. De Randamie se retiró del combate debido a una lesión y fue sustituida por Valerie Letourneau. Dudieva también se vio obligada a abandonar el combate debido a una lesión y fue sustituida por Elizabeth Phillips.
Dudieva finalmente haría su debut en UFC Fight Night 48, enfrentándose a la chica que la sustituyó en su última pelea, Elizabeth Phillips. Ganó por decisión dividida.
La siguiente pelea de Dudieva fue contra la primera mujer en ganar The Ultimate Fighter, Julianna Peña. Perdió por TKO en el primer asalto.
En su página de Twitter Dudieva anunció que se tomaría un tiempo libre debido a su embarazo. Dudieva regresó después de un año de ausencia y perdió ante Marion Reneau después de lo cual fue despedida de la UFC.

### Invicta Fighting Championships
En 2017, Dudieva firmó con Invicta Fighting Championships e hizo su debut en un combate titular contra la italiana Mara Romero Borella el 15 de julio de 2017 en Invicta FC 24: Dudieva vs. Borella. Perdió la pelea por decisión dividida.
Dudieva se enfrentó a Vanessa Porto en Invicta FC 26: Maia vs. Niedwiedz. Perdió la pelea por nocaut técnico en el tercer asalto.
Dudieva se enfrentó a Christina Marks el 24 de marzo de 2018 en Invicta FC 28: Morandin vs Jandiroba. Dudieva ganó la pelea por TKO en la segunda ronda. En 2019, Dudieva perdió una decisión dividida ante Karina Rodríguez y luego participó en el segundo torneo Phoenix Rising, donde perdió una decisión ante Daiana Torquato.
Dudieva estaba programada para enfrentarse a Daiana Torquato en Invicta FC 46 el 9 de marzo de 2022. Sin embargo, después de que la luchadora principal se retirara del combate cuatro días antes del evento, Torquato fue promovida al combate tite del evento principal. En su lugar, Dudieva se enfrentó a Denise Gomes, que perdió el combate en el tercer asalto por nocaut técnico a base de rodillazos y puñetazos.

## Récord en artes marciales mixtas
| Resultado | Récord | Oponente              | Método                       | Evento                              | Fecha                    | Ronda | Tiempo | Localización    |
| --------- | ------ | --------------------- | ---------------------------- | ----------------------------------- | ------------------------ | ----- | ------ | --------------- |
| Victoria  | 14–9   | Amanda Torres         | Decisión (unánime)           | Invicta FC 62                       | 16 de mayo de 2025       | 3     | 5:00   | Kansas City     |
| Victoria  | 13–9   | Sandra Lavado         | Decisión (unánime)           | Invicta FC 57                       | 20 de septiembre de 2024 | 3     | 5:00   | Kansas City     |
| Derrota   | 12–9   | Denise Gomes          | TKO (rodillazos y puñetazos) | Invicta FC 46                       | 9 de marzo de 2022       | 3     | 1:56   | Kansas City     |
| Derrota   | 12–8   | Karina Rodríguez      | Decisión (split)             | Invicta FC 34                       | 15 de febrero de 2019    | 3     | 5:00   | Kansas City     |
| Victoria  | 12–7   | Christina Marks       | TKO (puñetazos)              | Invicta FC 28                       | 24 de marzo de 2018      | 2     | 3:57   | Salt Lake City  |
| Derrota   | 11–7   | Vanessa Porto         | TKO (golpe al cuerpo)        | Invicta FC 26                       | 8 de diciembre de 2017   | 3     | 3:02   | Kansas City     |
| Derrota   | 11–6   | Mara Romero Borella   | Decisión (split)             | Invicta FC 24                       | 15 de julio de 2017      | 3     | 5:00   | Kansas City     |
| Derrota   | 11–5   | Marion Reneau         | TKO (puñetazos y codazos)    | UFC Fight Night: Mousasi vs. Hall 2 | 19 de noviembre de 2016  | 3     | 3:03   | Belfast         |
| Derrota   | 11–4   | Julianna Peña         | TKO (puñetazos y codazos)    | UFC Fight Night: Mendes vs. Lamas   | 4 de abril de 2015       | 1     | 3:59   | Fairfax         |
| Victoria  | 11–3   | Elizabeth Phillips    | Decisión (split)             | UFC Fight Night: Bisping vs. Le     | 23 de agosto de 2014     | 3     | 5:00   | Macao           |
| Victoria  | 10–3   | Danielle West         | Sumisión (unánime)           | ProFC 53                            | 6 de abril de 2014       | 1     | 3:34   | Rostov del Don  |
| Victoria  | 9–3    | Anastasia Plisenkova  | Sumisión (armbar)            | Oplot Challenge 100                 | 15 de febrero de 2014    | 1     | 0:32   | Járkov          |
| Derrota   | 8–3    | Pannie Kianzad        | Decisión (unánime)           | ProFC 50                            | 16 de octubre de 2013    | 3     | 5:00   | Rostov del Don  |
| Derrota   | 8–2    | Jéssica Andrade       | Sumisión (guillotine choke)  | ProFC 47                            | 14 de abril de 2013      | 2     | 4:34   | Rostov del Don  |
| Victoria  | 8–1    | Danielle West         | TKO (puñetazos)              | ProFC 40                            | 1 de abrilo de 2012      | 1     | 0:24   | Volgogrado      |
| Victoria  | 7–1    | Risalat Mingbatyrova  | Sumisión (armbar)            | ProFC - Battle on Don               | 5 de agosto de 2011      | 1     | 0:41   | Rostov del Don  |
| Victoria  | 6–1    | Sheila Gaff           | Decisión (unánime)           | ProFC 22                            | 17 de diciembre de 2010  | 3     | 5:00   | Rostov del Don  |
| Victoria  | 5–1    | Ludmila Delicheban    | TKO (puñetazos)              | ProFC - Commonwealth Cup            | 23 de abril de 2010      | 1     | 1:16   | Moscú           |
| Victoria  | 4–1    | Victoria Syniavina    | TKO (parada médica)          | ProFC - Union Nation Cup 4          | 19 de diciembre de 2009  | 1     | 0:27   | Rostov del Don  |
| Victoria  | 3–1    | Ekaterina Tarnavskaja | Sumisión (straight armbar)   | ProFC - Union Nation Cup 1          | 21 de agosto de 2009     | 1     | 2:23   | Rostov del Don  |
| Victoria  | 2–1    | Zeinab Gaurgashvily   | Sumisión (bulldog choke)     | ProFC - King of The Night 2         | 4 de julio de 2009       | 1     | 1:45   | Rostov del Don  |
| Victoria  | 1–1    | Anna Smirnova         | Sumisión (straight armbar)   | ProFC - King of The Night           | 30 de mayo de 2009       | 1     | 2:49   | Rostov del Don  |
| Derrota   | 0–1    | Julia Berezikova      | Sumisión (puñetazos)         | FightForce: Day of Anger            | 28 de febrero de 2009    | 1     | 4:40   | San Petersburgo |